# Bence Banó-Szabó
Bence Biró-Szabó (Kecskemét, 25 luglio 1999) è un calciatore ungherese, centrocampista del Kecskemét.

## Biografia
Suo padre István Szabó è un allenatore ed ex calciatore, inoltre i suoi fratelli Dávid e Tamás sono anch'egli calciatori.

## Caratteristiche tecniche
È un trequartista, ma può essere impiegato anche sulle ali sia di destra che di sinistra.

## Carriera

### Club
Cresciuto nelle giovanili del Kecskemét squadra della sua città natale, nel 2014 viene acquistato dall'Honvéd che lo inserisce nella squadra giovanile, ha esordito in prima squadra il 21 ottobre 2017 in occasione del match di campionato perso 2-1 contro il Diósgyőr. Segna il suo primo gol tra i professionisti il 5 dicembre in occasione della vittoria per 4-0 sul Tiszaújváros valido per l'ottavo turno di Coppa d'Ungheria. Nel finale della stagione seguente si rompe il legamento del crociato costringendolo ad uno stop di oltre un anno, avendo svariate ricadute che ne pregiudicano anche la stagione 2021-22. Nell'estate 2022 viene ceduto al neo promosso Kecskemét allenata dal padre István, vivendo una stagione da protagonista con 31 presenze e 5 reti, aiutando la squadra a centrare un inaspettato secondo posto in campionato, miglior risultato della storia del club. Nella stagione successiva prima volta che il club bianco viola gioca una competizione europea, al termine del primo tempo della sfida casalinga contro il Riga valevole per la qualificazione alla UEFA Europa Conference League riporta uno strappo del muscolo femorale chiudendo anzitempo la stagione.

### Nazionale
Inizia la trafila con la nazionale ungherese nel 2014 con l'Under-17 raccogliendo una presenza, dal 2017 al 2018 ha partecipato ad alcune partite di qualificazione all'europeo di categoria con l'Under-19, prima di passare con l'Under-21 nello stesso anno.

## Statistiche

### Presenze e reti nei club
Statistiche aggiornate all' 8 marzo 2018.
| Stagione         | Squadra          | Campionato       | Campionato | Campionato | Coppe nazionali | Coppe nazionali | Coppe nazionali | Coppe continentali | Coppe continentali | Coppe continentali | Altre coppe | Altre coppe | Altre coppe | Totale | Totale |
| Stagione         | Squadra          | Comp             | Pres       | Reti       | Comp            | Pres            | Reti            | Comp               | Pres               | Reti               | Comp        | Pres        | Reti        | Pres   | Reti   |
| ---------------- | ---------------- | ---------------- | ---------- | ---------- | --------------- | --------------- | --------------- | ------------------ | ------------------ | ------------------ | ----------- | ----------- | ----------- | ------ | ------ |
| 2016-2017        | Honvéd II        | NBIII            | 1          | 0          | -               | -               | -               | -                  | -                  | -                  | -           | -           | -           | 1      | 0      |
| 2017-2018        | Honvéd II        | NBIII            | 1          | 0          | -               | -               | -               | -                  | -                  | -                  | -           | -           | -           | 1      | 0      |
| 2018-2019        | Honvéd II        | NBIII            | 11         | 1          | -               | -               | -               | -                  | -                  | -                  | -           | -           | -           | 11     | 1      |
| 2019-2020        | Honvéd II        | NBIII            | 0          | 0          | -               | -               | -               | -                  | -                  | -                  | -           | -           | -           | 0      | 0      |
| 2020-2021        | Honvéd II        | NBIII            | 10         | 2          | -               | -               | -               | -                  | -                  | -                  | -           | -           | -           | 10     | 2      |
| 2021-2022        | Honvéd II        | NBIII            | 13         | 1          | -               | -               | -               | -                  | -                  | -                  | -           | -           | -           | 13     | 1      |
| Totale Honvéd II | Totale Honvéd II | Totale Honvéd II | 36         | 4          |                 | -               | -               |                    | -                  | -                  |             | -           | -           | 36     | 4      |
| 2017-2018        | Honvéd           | NBI              | 26         | 0          | MK              | 3               | 0               | UCL                | 0                  | 0                  | -           | -           | -           | 29     | 0      |
| 2018-2019        | Honvéd           | NBI              | 15         | 0          | MK              | 6               | 1               | UEL                | 1                  | 0                  | -           | -           | -           | 22     | 1      |
| 2019-2020        | Honvéd           | NBI              | 18         | 1          | MK              | 5               | 1               | UEL                | 4                  | 1                  | -           | -           | -           | 27     | 3      |
| 2020-2021        | Honvéd           | NBI              | 0          | 0          | MK              | 0               | 0               | UEL                | 0                  | 0                  | -           | -           | -           | 0      | 0      |
| 2021-2022        | Honvéd           | NBI              | 5          | 0          | MK              | 0               | 0               | -                  | -                  | -                  | -           | -           | -           | 5      | 0      |
| Totale Honvéd    | Totale Honvéd    | Totale Honvéd    | 64         | 1          | -               | 14              | 2               | -                  | 5                  | 1                  | -           | -           | -           | 83     | 4      |
| 2022-2023        | Kecskemét        | NBI              | 31         | 5          | MK              | 1               | 0               | -                  | -                  | -                  | -           | -           | -           | 32     | 5      |
| 2023-2024        | Kecskemét        | NBI              | 0          | 0          | MK              | 0               | 0               | UECL               | 1                  | 0                  | -           | -           | -           | 1      | 0      |
| Totale Kecskemét | Totale Kecskemét | Totale Kecskemét | 31         | 5          |                 | 1               | 0               |                    | 1                  | 0                  |             | -           | -           | 33     | 5      |
| Totale carriera  | Totale carriera  | Totale carriera  | 131        | 10         |                 | 15              | 2               |                    | 6                  | 1                  |             | -           | -           | 152    | 13     |

## Palmarès

### Club

#### Competizioni nazionali
- Coppa d'Ungheria: 1

Honvéd: 2019-2020